# شادی حرب
شادی حرب (عربی: شادي مروان حرب؛ زادهٔ ۲۳ مارس ۱۹۹۳) بازیکن فوتبال اهل لبنان است.
وی همچنین در تیم ملی فوتبال لبنان بازی کرده‌است.